# Peruvósido
El peruvósido (o canogenina tevetósido) es un glucósido cardíaco para la insuficiencia cardiaca.
Se extrae de la planta Thevetia neriifolia.